# CBN Amazônia Belém
CBN Amazônia Belém é uma emissora de rádio brasileira sediada em Belém, capital do estado do Pará. Opera no dial FM, na frequência 102.3 MHz, e é afiliada à CBN. Pertence ao Grupo Rede Amazônica, que controla as demais emissoras da CBN Amazônia na Região Norte. Seus estúdios e transmissores estão localizados no Edifício Quadra Corporate, no bairro do Umarizal.

## História
A família Proença teve grande presença no rádio belenense quando administrou a Rádio Clube do Pará entre 1928 e 1983. Neste ano, Edyr Proença vende a Rádio Clube ao empresário Adolpho Bloch. Posteriormente, seus filhos tomam a iniciativa de lançar uma nova rádio, nascendo a Cidade Morena FM em 1.º de setembro de 1983. A emissora tinha perfil eclético e tinha entre seus programas o Feira do Som, trazido da Rádio Clube, apresentado por Edgar Augusto.
Em 1985, a emissora muda radicalmente sua programação e passa a ser afiliada à Rede Cidade, rede segmentada ao público jovem que surgiu da Rádio Cidade, uma das mais famosas do Rio de Janeiro. A Rádio Cidade FM permaneceu com a rede até 1994, quando o Sistema JB de Rádio encerra o projeto. No mesmo ano, os proprietários da frequência assinam acordo com a então nova rede Jovem Pan Sat e no dia 20 de agosto de 1994 a emissora passa a se chamar Jovem Pan 2 Belém. A preferência da Jovem Pan 2 como novo projeto da 102.3 MHz surgiu após uma viagem de João Augusto e Edyr Augusto Proença à São Paulo, quando sintonizaram a rádio. Eles se entusiasmaram com a programação e apostaram no sucesso do projeto em Belém.
Em pouco tempo, a Jovem Pan 2 Belém teve grande aceitação na cidade, principalmente entre o público alvo da emissora (jovens de 20 a 35 anos) atraídos pela programação pop que logo alcançou a liderança na audiência. O feito tornou a emissora uma das mais importantes afiliadas da rede Jovem Pan 2. A preferência da emissora entre o público jovem continuou nas décadas seguintes.
Em junho de 2018, é confirmada a venda da 102.3 MHz para a Rede Amazônica, conglomerado de mídia com sede em Manaus. O colunista Mauro Bonna afirmou que a negociação durou seis meses e que seus proprietários (também radialistas) já deixariam a emissora em julho. A frequência está prevista para abrigar o projeto da CBN Amazônia a partir de 1.º de agosto, sendo que o contrato de afiliação entre a Rede Amazônica e o Sistema Globo de Rádio (proprietário da CBN) foi firmado em 1.º de junho. O projeto marca o retorno da CBN à Belém após a operação da Rádio O Liberal CBN pelas Organizações Rômulo Maiorana entre 2008 e 2015.

## Programas e comunicadores
- Audiência Pública (Max Souza)
- Boletim Amazônia (Israel Pegado)
- CBN Agroindústria (Israel Pegado)
- CBN Tarde de Notícias (Max Souza)
- Estação CBN (Tatiane Lobato)
- Mercado Inteligente (Israel Pegado)
- Resenha Esportiva 1.ª edição (Israel Pegado)
- Visita na CBN

Retransmitidos da CBN Amazônia Manaus
- CBN Lab (Durval Braga Neto)